# Каприс № 24
Каприс № 24 ля минор — заключительный каприс из «24 каприсов» Никколо Паганини, знаменитое произведение для скрипки соло. Каприс в тональности ля минор состоит из темы, 11 вариаций и финала. 24 каприса Паганини, вероятно, были написаны между 1802 и 1817 годами, когда он находился на службе при дворе Элизы Бонапарт (Бачокки)
Каприс № 24 считается одним из самых сложных произведений, когда-либо написанных для скрипки соло. Его исполнение требует высокого владения техническими приёмами, такими как параллельные октавы и быстрое смещение, охватывающее множество интервалов, чрезвычайно быстрые гаммы и арпеджио, включая минорные гаммы, пиццикато левой рукой, высокие позиции и быстрые пересечения струн. Кроме того, в произведении множество двойных нот, включая трети и десятые.

## Вариации на тему
Каприс дал богатый материал для вариаций на его тему последующих композиторов. Композиции на его основе и его транскрипции включают:
- Иоганнес Брамс – Вариации на тему Паганини, Op. 35 (1862–63)
- Фредерик Шопен – цитаты из Caprice No. 24 в его Rondo à la Krakowiak
- Ференц Лист – Большие этюды по Паганини, S.140 (1838) и переработка 1851 года, S.141
- Эндрю Ллойд Уэббер – Variations (альбом) для скрпипки и рок-группы
- Сергей Рахманинов – Рапсодия на тему Паганини, Op. 43 (1934)